# Jean-Loup Dabadie
Jean-Loup Dabadie (Parigi, 27 settembre 1938 – Parigi, 24 maggio 2020) è stato un giornalista, scrittore e sceneggiatore francese, membro dell'Académie Française.

## Biografia
Premiato nel 1985 con il Mystfest per la migliore sceneggiatura originale per  La Septième Cible, diretto da Claude Pinoteau, ricevette tre nomination al Premio César e nel 2008 fu eletto all'Académie française, dove sostituì al seggio numero 19 Pierre Moinot. Nel 1980, gli venne conferito il Premio Flaiano per la sceneggiatura per il complesso della sua produzione.

## Filmografia parziale
- Racconti a due piazze (Le Lit à deux places), regia di Jean Delannoy, Gianni Puccini, Alvaro Mancori e François Dupont-Midy (1966)
- Mica scema la ragazza! (Une belle fille comme moi), regia di François Truffaut (1972)
- L'idolo della città (Salut l'artiste), regia di Yves Robert (1973)
- Vivere giovane (Violette & François), regia di Jacques Rouffio (1977)
- Discesa all'inferno (Descente aux enfers), regia di Francis Girod (1986)
- Le Collier rouge, regia di Jean Becker (2018)